# Fischerbülbül
Der Fischerbülbül (Phyllastrephus fischeri, Syn.: Criniger Fischeri; Phyllastrephus alfredi itoculo) ist eine Vogelart aus der Familie der Bülbüls (Pycnonotidae).
Die Art wurde als konspezifisch mit dem Cabanisbülbül (Phyllastrephus cabanisi) angesehen, dann als eigenständige Art abgetrennt.

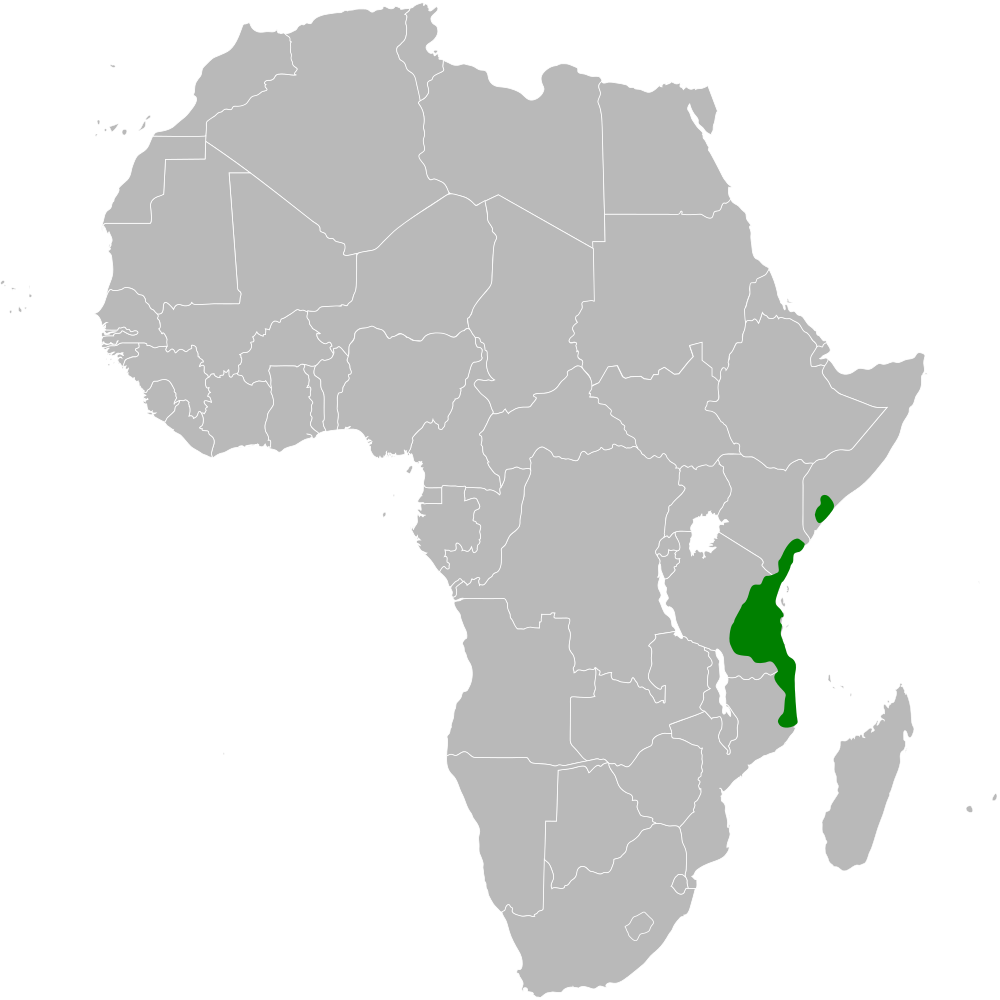
Vorkommen des Fischerbülbüls

Der Vogel kommt in Ostafrika in Südsomalia, entlang der Küsten Kenias und Tansanias sowie im Nordosten Mosambiks vor.
Der Lebensraum umfasst Waldgebiete und Dickicht in Küstennähe meist unterhalb von 300 m Höhe, aber lokal bis in 750 in den Usambara-Bergen und bis 850 m Höhe in Uluguru.
Der Artzusatz bezieht sich auf Gustav Adolf Fischer (1848–1886).

## Merkmale
Der Vogel ist 17–18 cm, das Männchen wiegt 29–39, das Weibchen 22–33 g, ein großer Bülbül mit hellen Augen und weißer Kehle, einziger Bülbül im küstennahen Wald mit cremeweißen Augen. Zügel und die leicht gestrichelte Ohrdecken sind hell oliv-braun, dazu kommt ein unauffälliger, schmaler, unterbrochener weißer Augenring. Der Kopf ist oben wie die gesamte Oberseite einfarbig bräunlich-oliv; Bürzel, Oberschwanzdecken und Schwanz sind matt rötlich, die Flügel sind grünlich-braun. Die Kehle ist sehr weiß, abgesetzt gegen graue bis oliv-braune Brust und Flanken. Weiter unten an der Brust findet sich eine cremefarben-gelbe Strichelung, die übrige Unterseite ist cremeweiß bis gelblich, die Unterschwanzdecken sind blass braun. Die Iris ist weiß, cremefarben, gelblich oder lohfarben. Der Schnabel ist schwarz oder bräunlich-schwarz mit blasseren Schneidkanten. Die Beine sind grau, bläulich oder fleischfarben gefärbt.
Die Geschlechter unterscheiden sich nicht, das Weibchen ist im Mittel etwas kleiner und hat einen kürzeren Schnabel. Jungvögel sind auf der Oberseite, an Brust und Flanken dunkler, die Unterseite ist gelber und die Augen sind grau.
Die Art unterscheidet sich vom Cabanisbülbül durch die Augenfarben, die weiße und nicht cremefarbene Kehle, auch durch die Lautäußerungen, vom Laubbülbül (Phyllastrephus terrestris) und vom Braunbülbül (Phyllastrephus strepitans) durch die blasse Augenfarbe und die ausgeprägter olivfarbene Färbung.
Die Art ist monotypisch.

## Stimme
Die Rufe werden als harsches „churr“, „pidi-tit“, tiefes, kehliges, absteigendes und schnatterndes „cheee-cha-cha-cha-cha-cha“, dann aufsteigend und ausklingend beschrieben sowie als „cherrrrh-cherrrh-cherrrh“, scharfes „chicck-chiccck-chiccck“ und wiederholtes abfallendes „chweeeeeeeeoh, chreeeeeeeeoh“. Die Art ist leichter zu hören als zu sehen.

## Lebensweise
Die Nahrung besteht hauptsächlich aus Gliederfüßern, die paarweise oder in kleinen Gruppen, manchmal auch im gemischten Jagdgemeinschaften gesucht werden, meist in Erdbodennähe oder in dichtem Bewuchs.
Die Brutzeit liegt im April und Dezember in Kenia und zwischen Januar und Mai und Oktober und November in Tansania.

## Gefährdungssituation
Der Bestand gilt als „nicht gefährdet“ (Least Concern).